# Kurkse
Kurkse – wieś w Estonii, w prowincji Harju, w gminie Padise.